# Liste der Kulturdenkmäler in Hammerstein (am Rhein)
In der Liste der Kulturdenkmäler in Hammerstein sind alle Kulturdenkmäler der rheinland-pfälzischen Ortsgemeinde Hammerstein aufgeführt. Grundlage ist die Denkmalliste des Landes Rheinland-Pfalz (Stand: 9. Februar 2023).

## Denkmalzonen
| Bezeichnung                    | Lage                                    | Baujahr         | Beschreibung       | Bild                           |
| ------------------------------ | --------------------------------------- | --------------- | ------------------ | ------------------------------ |
| Denkmalzone Jüdischer Friedhof | Oberhammerstein, östlich des Ortes Lage | 17. Jahrhundert | etwa 20 Grabsteine | weitere Bilder Fotos hochladen |

## Einzeldenkmäler
| Bezeichnung                            | Lage                                           | Baujahr                            | Beschreibung | Bild                                    |
| -------------------------------------- | ---------------------------------------------- | ---------------------------------- | --- | --------------------------------------- |
| Katholische Filialkirche St. Katharina | Niederhammerstein, Dorfstraße Lage             | 17. Jahrhundert                    | Saalbau, 17. Jahrhundert, 1872 erweitert, Sakristei 1742                                                                                 | weitere Bilder Fotos hochladen          |
| Krewl‘sches Weingut                    | Niederhammerstein, Dorfstraße 1–3 Lage         | 17. oder 18. Jahrhundert           | ehemaliger Kurkölner Nonnenhof; heutiger Baubestand im Kern barock, 1908 erweitert; Garten; bauliche Gesamtanlage                        | Fotos hochladen                         |
| Wohnhaus                               | Niederhammerstein, Dorfstraße 16 Lage          |                                    | vierachsiges Wohnhaus, rundbogiger Kellerzugang; Datierung unklar                                                                        | Fotos hochladen                         |
| Torbogen                               | Niederhammerstein, Dorfstraße, an Nr. 22 Lage  | 1763                               | Hoftor, Basalt, bezeichnet 1763 | Fotos hochladen                         |
| Wohnhaus                               | Niederhammerstein, Dorfstraße, zu Nr. 24 Lage  | 16. Jahrhundert                    | Wohnhaus, Bruchsteinbau, teilweise verputzt, im Kern noch mittelalterlich oder aus dem 16. Jahrhundert                                   | BW                                      |
| Wohnhaus                               | Niederhammerstein, Dorfstraße 28 Lage          | 16. Jahrhundert                    | dreigeschossiges Wohnhaus, Bruchstein und Fachwerk, 16. Jahrhundert                                                                      | Fotos hochladen                         |
| Wegekreuz                              | Niederhammerstein, Kapellenstraße Lage         | 1671                               | Schaftkreuz, Basalt, bezeichnet 1671 | weitere Bilder Fotos hochladen          |
| Wegekreuz                              | Niederhammerstein, nordöstlich des Ortes Lage  | 1735                               | Balkenkreuz, Basalt, bezeichnet 1735 | weitere Bilder Fotos hochladen          |
| Wegekreuz                              | Niederhammerstein, nordöstlich des Ortes       | 1671                               | Schaftkreuz, Basalt, bezeichnet 1671 | Direkt Bild zu diesem Denkmal hochladen |
| Weißes Kreuz                           | Niederhammerstein, nordwestlich des Ortes Lage | 17. Jahrhundert                    | Wegekreuz; Schaftkreuz, Basalt, 17. Jahrhundert                                                                                          | weitere Bilder Fotos hochladen          |
| Sebastianskreuz                        | Niederhammerstein, nordwestlich des Ortes Lage | 1667                               | Abschlusskreuz, Basalt, bezeichnet 1667                                                                                                  | weitere Bilder Fotos hochladen          |
| Katholische Pfarrkirche St. Georg      | Oberhammerstein, Hauptstraße Lage              | um 1200                            | romanischer, ursprünglich einschiffiger Bau, um 1200, Seitenschiffe 1686; Schaftkreuz, Basalt, 17. Jahrhundert                           | weitere Bilder Fotos hochladen          |
| Claurenburg                            | Oberhammerstein, Hauptstraße 30 Lage           | Ende des 16. Jahrhunderts          | ehemaliger Burgmannshof; zwei- und dreigeschossiger Bruchsteinbau, kurzer Querflügel, polygonaler Treppenturm, Ende des 16. Jahrhunderts | weitere Bilder Fotos hochladen          |
| Wohnhaus                               | Oberhammerstein, Hauptstraße 33 Lage           | zweite Hälfte des 18. Jahrhunderts | stattlicher barocker Krüppelwalmdachbau, Bruchstein, zweite Hälfte des 18. Jahrhunderts                                                  | Fotos hochladen                         |
| Heiligenhäuschen                       | Oberhammerstein, östlich des Ortes Lage        | 17. oder 18. Jahrhundert           | stattlicher Mauerblock mit zwei Nischen, 17. oder 18. Jahrhundert                                                                        | weitere Bilder Fotos hochladen          |
| Wegekreuz                              | Oberhammerstein, östlich des Ortes             |                                    | Wegekreuz | Direkt Bild zu diesem Denkmal hochladen |
| Heiligenhäuschen                       | Oberhammerstein, südlich des Ortes Lage        | 17. oder 18. Jahrhundert           | spitzgiebliger Mauerblock mit zwei Nischen, 17. oder 18. Jahrhundert                                                                     | weitere Bilder Fotos hochladen          |
| Burg Hammerstein                       | Oberhammerstein, südöstlich des Ortes Lage     | 10. Jahrhundert                    | Ruine, langgestreckter nierenförmiger Bering, Teile der Ringmauer, zwei Türme                                                            | weitere Bilder Fotos hochladen          |
| Wegekreuz                              | Oberhammerstein, südöstlich des Ortes Lage     | 1715                               | Schaftkreuz, Basalt, bezeichnet 1715 | weitere Bilder Fotos hochladen          |